# Jaime Serra i Cau
Jaime Serra i Cau (Valencia, 1427 – Roma, 15 marzo 1517) è stato un cardinale e arcivescovo cattolico spagnolo.

## Biografia
Nacque nel 1427. Dedicatosi alla carriera ecclesiastica, divenne arcivescovo di Oristano nel 1492, carica che mantenne fino al 1510, senza mai recarsi nella Diocesi affidataria.
Papa Alessandro VI lo elevò al rango di cardinale nel concistoro del 28 settembre 1500 con il titolo di cardinale presbitero di San Vitale.
Fu amministratore apostolico delle sedi episcopali di Linköping, in Svezia, di Elne, di Burgos e di Calahorra e La Calzada. 
Dal 1509 al 1511 fu cardinale protopresbitero. Dal 1511 al 1517 fu cardinale vescovo di Albano.
Morì il 15 marzo 1517 a Roma e la sua salma fu inumata in una cappella della chiesa di San Giacomo degli Spagnoli.

## Conclavi
Durante il periodo del suo cardinalato Jaime Serra i Cau partecipò ai seguenti conclavi:
- Conclave del settembre 1503, che elesse papa Pio III
- Conclave dell'ottobre 1503, che elesse papa Giulio II
- Conclave del 1513, che elesse papa Leone X